# Natale all'87º Distretto
Natale all'87º Distretto è una novella del 1984 di Ed McBain, appartenente alla serie dedicata all'87º Distretto. La novella, di chiara ispirazione natalizia, pubblicata in origine sul numero di dicembre 1984 di Playboy Magazine, è stata ripubblicata in edizione rilegata ed illustrata nel dicembre 1994 da Warner Books.

## Trama
Steve Carella, detective dell'87º Distretto, la vigilia di Natale si trova in sala agenti in servizio nel turno serale, in attesa di smontare a mezzanotte. In città si sta scatenando una tempesta di neve che rende difficile il traffico stradale. Uno dopo l'altro arrivano nella stanza i detective Cotton Hawes, Bert Kling, Meyer Meyer ed Andy Parker, e ciascuno di loro porta con sé delle persone fermate per piccoli reati.
Hawes, è stato ferito alla fronte nel corso dell'arresto di due uomini, Carmody e Knowles, bloccati in strada mentre litigavano per una borsa della spesa piena di marijuana. Nel corso della colluttazione, uno dei due ha estratto un coltello ferendo al volto l'altro, e ricevendo a sua volta una coltellata, tuttavia entrambi negano di aver avuto con sé il coltello o di aver litigato per la droga. Carella dopo aver chiamato un'ambulanza per soccorrere i tre feriti, va a cercare il kit di pronto soccorso.
Meyer porta con sé nella stanza un ragazzino ed una pecora, rubata dal ragazzino alla fattoria dello zoo; mentre Kling ha arrestato un uomo di colore per aver rubato al banco dei pegni una grossa valigia piena di oro e argento.
Infine Andy Parker conduce nella stanza agenti una coppia di giovani immigrati portoricani, José e Maria Garcia - la ragazza in avanzato stato di gravidanza - trovati ad occupare abusivamente un appartamento. La ragazza ha le doglie, pertanto Carella chiama di nuovo l'ospedale per questa nuova emergenza. Con difficoltà arriva al distretto un medico alle prime armi, che è costretto a far partorire subito la ragazza in sala agenti.